# Pejeng Kelod
Pejeng Kelod is een bestuurslaag in het regentschap Gianyar van de provincie Bali, Indonesië. Pejeng Kelod telt 2713 inwoners (volkstelling 2010).